# منتهى محمد رحيم
منتهى محمد رحيم (توفيت في 2 تموز/يوليو 2015)، ممثلة ومخرجة ومدبلجة عراقية.

## عن حياتها
الرائدة مسرح عراقية اهتمت بشكل خاص بمسرح الطفل منذ بداياتها اواسط السبعينيات وبعد تخرجها من كلية الفنون الجميلة، على الرغم من تجاربها مع مسرح الكبار، وقد تخرج من بين يديها العديد من الفنانين الذين اخذوا مكانتهم في الفن العراقي بعد ان احتضنتهم في مسرح الطفل الذي نجحت فيه وكانت إحدى علاماته الفنية الشاخصة عراقيا وعربيا. وكان آخر عمل لها للكبار سنة 1989 بعنوان (الاشواك) للكاتب الكبير محيي الدين زنكنة، قدمته في مسرح الرشيد وعرض في مهرجان المسرح العربي الذي اقيم آنذاك في بغداد، وحاز العمل على خمس جوائز: أفضل نص وأفضل ممثلة اولى (ليلى محمد) وأفضل ممثل ثان (رضا ذياب) والإنارة والتأليف المسرحي، أما آخر عمل للاطفال فكان عام 1987 وهو (مملكة النحل) تأليف الراحل جبار صبري العطية. وقدمت منتهى محمد رحيم مسرحيات عديدة للاطفال منها: (بدر البدور وحروف النور) التي كتبها الكاتب المصري رؤوف سعيد، ومثلت العراق في المهرجان الدولي لمسرح الأطفال الذي اقيم في ليبيا عام 1979، ومسرحية البنجرة الصغيرة عام 1980 للفرقة القومية للتمثيل من ترجمة وإعداد الدكتور فائق الحكيم وإخراج منتهى محمد رحيم وقدمت على مسرح الرشيد، و (رحلة الصغير وسفرة المصير) 1981 التي اعدها قاسم محمد عن قصه قصيره لسومرست موم (الأمير السعيد). هي وزوجة الفنان حمودي الحارثي.

## وفاتها
توفيت في 2 يوليو 2015 في مدينه لايدن في هولندا بعد صراع طويل مع المرض.

## روابط خارجية
- منتهى محمد رحيم على موقع قاعدة بيانات الأفلام العربية